# Günter Schöffmann
Günter Schöffmann (ur. w 1970) – austriacki skoczek narciarski. Złoty medalista mistrzostw świata juniorów (1988).
W 1988 w Saalfelden podczas mistrzostw świata juniorów zdobył złoty medal w konkursie drużynowym, w którym wystartował wraz z Andi Rauschmeierem, Markusem Steinerem i Heinzem Kuttinem.
Wystartował także w zawodach Pucharu Świata w Innsbrucku i Bischofshofen w 1988. W Innsbrucku był 89., a w Bischofshofen uplasował się na 55. miejscu.

## Mistrzostwa świata juniorów

### Indywidualnie
| 1988 Saalfelden | – | 5. miejsce |

### Drużynowo
| 1988 Saalfelden | – | złoty medal |

### Starty G. Schöffmanna na mistrzostwach świata juniorów – szczegółowo
| Miejsce | Dzień   | Rok  | Miejscowość | Skocznia      | Punkt K | Konkurs  | Skok 1 | Skok 2 | Nota                  | Strata   | Zwycięzca    |
| ------- | ------- | ---- | ----------- | ------------- | ------- | -------- | ------ | ------ | --------------------- | -------- | ------------ |
| 1.      | 4 marca | 1988 | Saalfelden  | Bibergschanze | K-85    | druż.    | 77,0 m | 76,0 m | 627,3 pkt (185,8 pkt) | –        | –            |
| 5.      | 7 marca | 1988 | Saalfelden  | Bibergschanze | K-85    | indywid. | 70,0 m | –      | 78,0 pkt              | 25,6 pkt | Heinz Kuttin |

## Puchar Świata

### Miejsca w poszczególnych konkursachPucharu Świata
| Sezon 1987/1988                                          |             |             |             |         |         |            |                        |           |               |        |           |        |           |       |       |        |      |         |         |        |        |
| Thunder Bay                                              | Thunder Bay | Lake Placid | Lake Placid | Sapporo | Sapporo | Oberstdorf | Garmisch-Partenkirchen | Innsbruck | Bischofshofen | Gallio | St.Moritz | Gstaad | Engelberg | Lahti | Lahti | Meldal | Oslo | Planica | Planica | punkty | punkty |
| -                                                        | -           | -           | -           | -       | -       | -          | -                      | 89        | 55            | -      | -         | -      | -         | -     | -     | -      | -    | -       | -       | 0      | 0      |
| Legenda                                                  |             |             |             |         |         |            |                        |           |               |        |           |        |           |       |       |        |      |         |         |        |        |
| 1 2 3 4-10 11-15 poniżej 15 - – zawodnik nie wystartował |             |             |             |         |         |            |                        |           |               |        |           |        |           |       |       |        |      |         |         |        |        |